# Chapelle Notre-Dame de Bon-Secours de Nodebais
Pour les articles homonymes, voir Notre-Dame-de-Bon-Secours.
La chapelle Notre-Dame du Bon-Secours (populairement appelée chapelle Gosin), est un édifice religieux catholique sis à Nodebais, dans le Brabant wallon, en Belgique.  Construite en briques chaulées à la croisée de chemins de campagne, la chapelle néo-classique date de 1836.

## Patrimoine
- La chapelle abrite un très bel ensemble en céramiques polychromes de Max Van der Linden[2], datant de 1957[3].